# 库存损失
库存损失（英语： 或 ）指的是由于报废（质量问题）、超过保质期、产品过时、失窃和损坏造成的在库、在制或在途库存实际数量和价值的缩减。
如上所述，库存损失的主要原因通常为：
1. 报废：产品或者原材料由于不符合产品参数且不能修复所造成的库存损失；
2. 超过保质期：产品由于超过预定的保质期而不可用所造成的库存损失；
3. 过时：产品、原材料由于过时所造成的库存损失，例如：
  1. 由于技术、生产设备或生产流程更新迭代，造成新开发或生产的产品比原有的产品成本更低。这部分成本的差额会即是原有产品的库存价值损失；
  2. 新品上市造成原有产品的竞争力下降所带来的库存价值损失；
  3. 由于时间而造成的产品外观老化，或者新品外观更有吸引力所带来的原有产品库存价值损失；
4. 失窃：组织内部或外部人员在组织未知情、未经批准擅自取走组织的库存的行为，给组织造成库存损失；
5. 损坏：人为（有意或无意）或其他自然原因造成的组织库存的损毁；
6. 库存记录错误：由于未能正确地、即使地维护库存记录，造成账面库存与实际库存不符；[1]

以上库存损失类型可能对不同行业供应链的影响严重程度不尽相同。例如食品行业更容易受超过保质期带来的库存价值损失；汽车行业可能更容易受产品过时所带来的库存价值损失。

## 相关统计数据
根据在佛罗里达大学进行的 2008 年美国零售安全调查显示，库存损失率平均在1.51%，意味着每年损失 363 亿美元（由员工盗窃损失为155 亿美元，由商店扒手造成的损失为129 亿美元）。由内部和外部的盗窃零售造成的库存损失占2008年所有损失的78.3%。其中，42.7%归因于员工盗窃，35.6%是由于外部盗窃。
这个数字在2016年的统计中继续攀升，2016年在美国发生的库存损失数字上升到了452亿美元，员工盗窃和外部盗窃仍是主要原因。

## 应对方案
对于超过保质期、产品过时或者无意的人为损坏所造成的库存损失可以用以下方法应对：
1. 改变生产策略和库存水平，增加库存周转来减轻产品过时带来的损失；
2. 选用保护性更强的包装材料，更平稳的运输方式来减轻无意人为损坏；
3. 选择更快的运输方式，并利用特殊的运输，如冷链运输来减轻超过保质期带来的损失。

对于失窃或故意损坏带来的库存损失，虽然可以通过保险来减轻财务影响，但是仍会对生产计划和客户服务带来影响，所以组织仍有必要设立合适的安保措施和控制实物库存和相关文件的交接处理，避免此类事情发生。采用职责分离原则是很重要的，例如库存的转移处理必须由生产计划部门发起并审批，库存管理员不得授权或执行库存的移动。在文档方面也可以进行管控，例如核对发票、订单和货运单据的数量来发现或防止失窃的情况出现。还有，若规章制度执行不到位，仍会有库存失窃的风险，所以组织要严格执行所制定的规章制度，不允许特例的出现。
对于由库存记录错误造成的损失，可以采用自动化的系统（例如永续盘存系统）来对库存变动进行实时追踪。

## 财务处理
基于美国通用会计准则(GAAP)原则表明，库存损失应在公司的损益表(Balance Sheet)或其他财务报表中披露。由于大多数损失很小且为正常现象，通常将库存损失添加到銷貨成本(COGS) 。但是有时也可能会发生较为大额的损失。例如，一家企业可能会因洪水而损失大量库存。在这种情况下，将库存损失添加到COGS可能会造成误导，因为会造成商品成本看上去奇高，故最好在损益表中单独列出来披露损失，使投资者和其他人能够更准确地评估企业的真实财务状况。